# 缺陷分佈圖

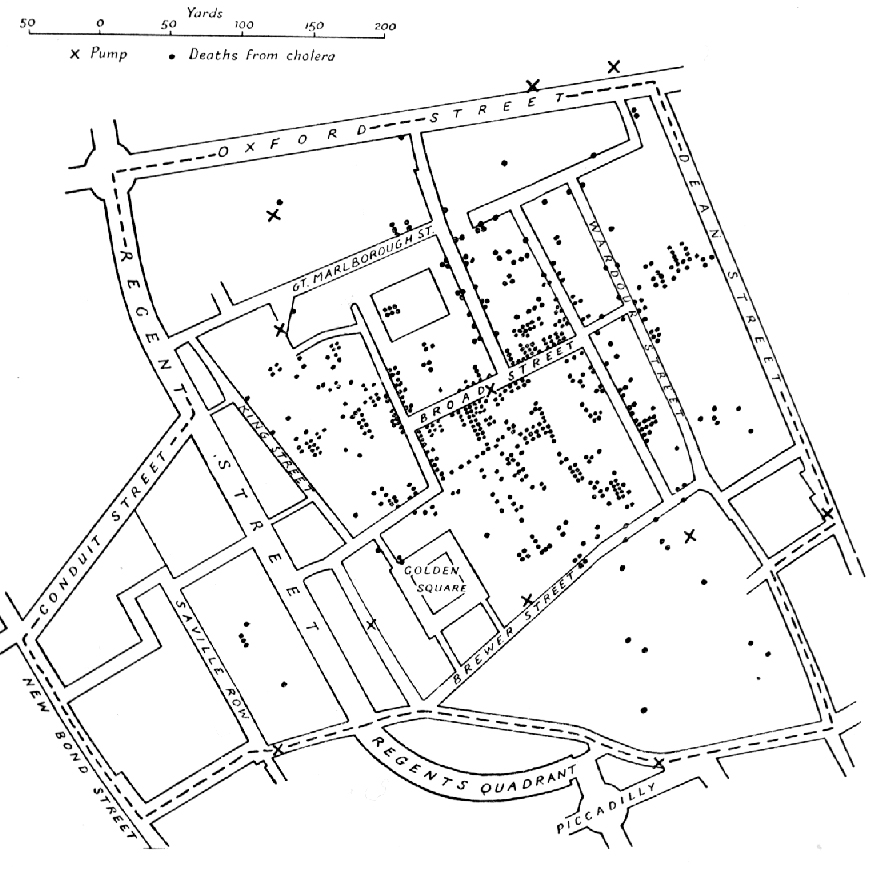
倫敦1854年霍亂死亡的分佈圖(John Snow (1813-1858))

缺陷分佈圖（defect concentration diagram）也稱為問題分佈圖（problem concentration diagram），是圖象化工具，有助於產品缺陷或零件缺陷的根本原因分析。缺陷分佈圖會繪製产品（或是其他關注項目）的圖，畫出所有相關的部份，再在圖上標示缺陷出現的位置，以及缺陷出現的次數。

## 用途
缺陷分佈圖適用於以下的情形中：
1. 在問題識別的資料蒐集（英语：data collection）階段。
2. 分析零件或是半成品，找到可能的缺陷。
3. 分析已製造完成，有許多缺陷的產品。

## 階段
在繪製缺陷分佈圖時的步驟如下：
1. 定義要發現的故障或失效。
2. 繪產品的圖，地圖，或是圖片
3. 在圖上標示出現故障的位置，並且用標示數量表示故障次數。
4. 在一段時間之後，分析常出現故障的位置。